# Secamone spirei
Secamone spirei är en oleanderväxtart som först beskrevs av Julien Noël Costantin, och fick sitt nu gällande namn av Klack.. Secamone spirei ingår i släktet Secamone och familjen oleanderväxter. Inga underarter finns listade i Catalogue of Life.